# Tanaecium selloi
Tanaecium selloi là một loài thực vật có hoa trong họ Chùm ớt. Loài này được (Spreng.) L.G.Lohmann mô tả khoa học đầu tiên năm 2008.